# Golfo de Pedro, o Grande
O golfo de Pedro, o Grande (em russo:  Залив Петра Великого) é o maior golfo do mar do Japão adjacente à costa russa de Krai do Litoral. A península de Muravyov-Amursky e uma série de ilhas dividem o golfo em aproximadamente 6 000 km² entre as baía de Amur e a baía de Ussuri.

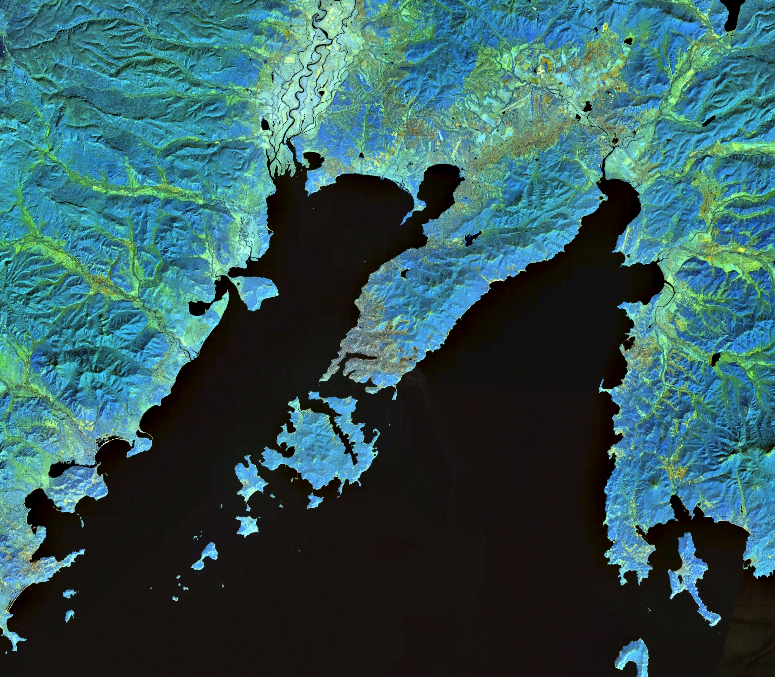

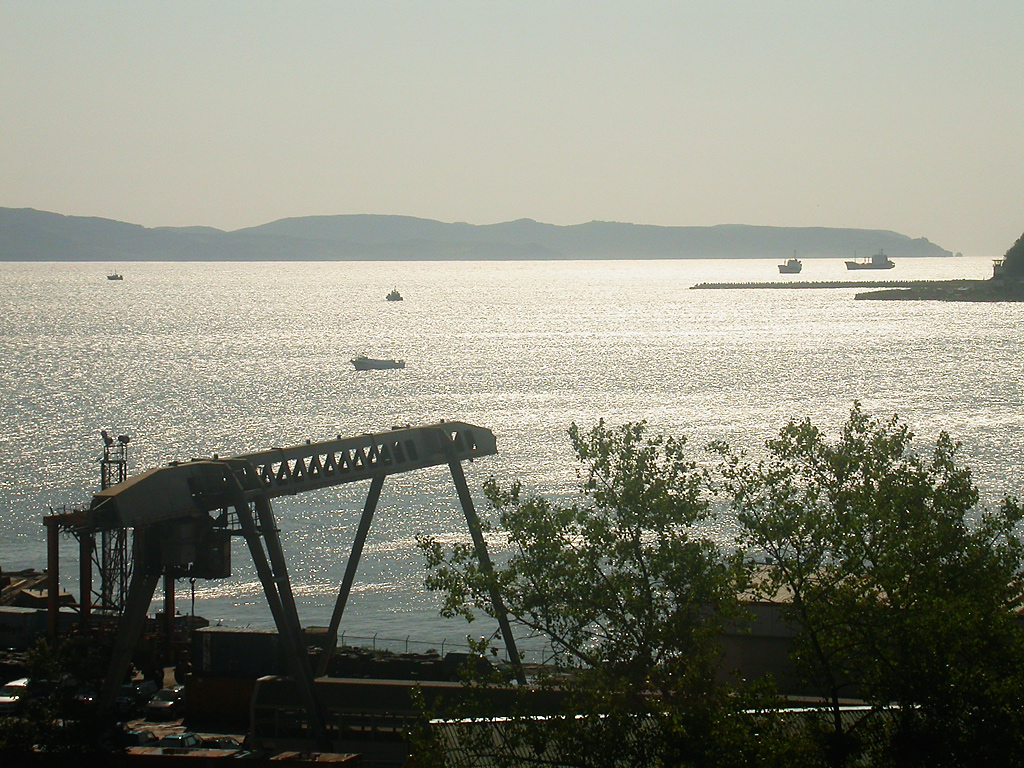
Vista da baía de Nakhodka, uma das baías interiores de Pedro, O Grande

O golfo possui cerca de 1500 km de costa e é cercado por pequenas baías,dentre as podemos destacar as de Zotolog, Diomede, Vostok, Ulysses, Nakhodka, Possiet e Shamora.

## Ilhas
- Arquipélago de Rimsky-Korsakov
- Ilha Askold
- Ilha Putyatin
- Ilha Popov
- Ilha Shkot
- Ilha Reyneke
- Ilha Russky